# Chloromantis rhombica
Chloromantis rhombica är en bönsyrseart som beskrevs av Giglio-tos 1915. Chloromantis rhombica ingår i släktet Chloromantis och familjen Iridopterygidae. Inga underarter finns listade i Catalogue of Life.